# Drapelul statului New York

Steagul statului New York

Steagul statului New York constă din stema acestui stat pe un fundal albastru ultramarin de formă dreptunghiulară. Prezintă două personaje după cum urmează: 
- În stânga se găsește zeița Libertatea, având ca simbol revoluționar o căciulă frigiană în vârful unei lance, rezemată de sol, și pe care o ține cu mâna sa dreaptă. Cu laba piciorului său stâng controlează o coroană cazută și răsucită.
- În dreapta se găsește zeița Themis, zeița dreptății din mitologia grecilor antici, având în mâna sa dreaptă o sabie iar în mâna sa stângă nelipsita sa balanță, cu ajutorul căreia, se spune că ar cântări întotdeauna dreptatea.

Scutul de care se sprijină ambele personaje înfățișează un soare răsărit deasupra unui munte în fundal, semnificând frumusețile naturale ale statului New York, respectiv întinderile unei ape, care simbolizează atât fluviul Hudson cât și Oceanul Atlantic, cele două mari căi de comunicare ale statului. Pe ape se găsesc două vase cu pânze, unul mai mic semnificând comerțul interior și altul mai mare semnificând comerțul exterior.
Peisajul neheraldic al împrejmuimilor fluviului Hudson este revelat de natura modernă a stemei. Deasupra scutului se găsește un vultur care stă mândru pe un glob pământesc orientat cu Oceanul Atlantic spre privitor. Cele două Americi se disting în partea sa stângă, respectiv Europa și Africa în partea sa dreaptă. 
Steagul, care a fost adoptat în 1901, are în partea de jos a scutului o bandă lungă albă, care susține ambele personaje și pe care se găsete scris cu majuscule EXCELSIOR, care semnifică în limba latină, Tot mai sus.